# 塔羅斯龍屬
塔羅斯龍屬（學名：Talos）是獸腳亞目傷齒龍科恐龍的一屬，是種外形類似鳥類的肉食性恐龍，生存於白堊紀晚期的北美洲。
近年已在亞洲發現多樣化的傷齒龍科化石，而北美洲的傷齒龍科化石則較少發現。塔羅斯龍的發現，有助於研究北美洲的傷齒龍科生物多樣性，以及瞭解北美洲恐龍的地理分佈限制。

## 發現與命名

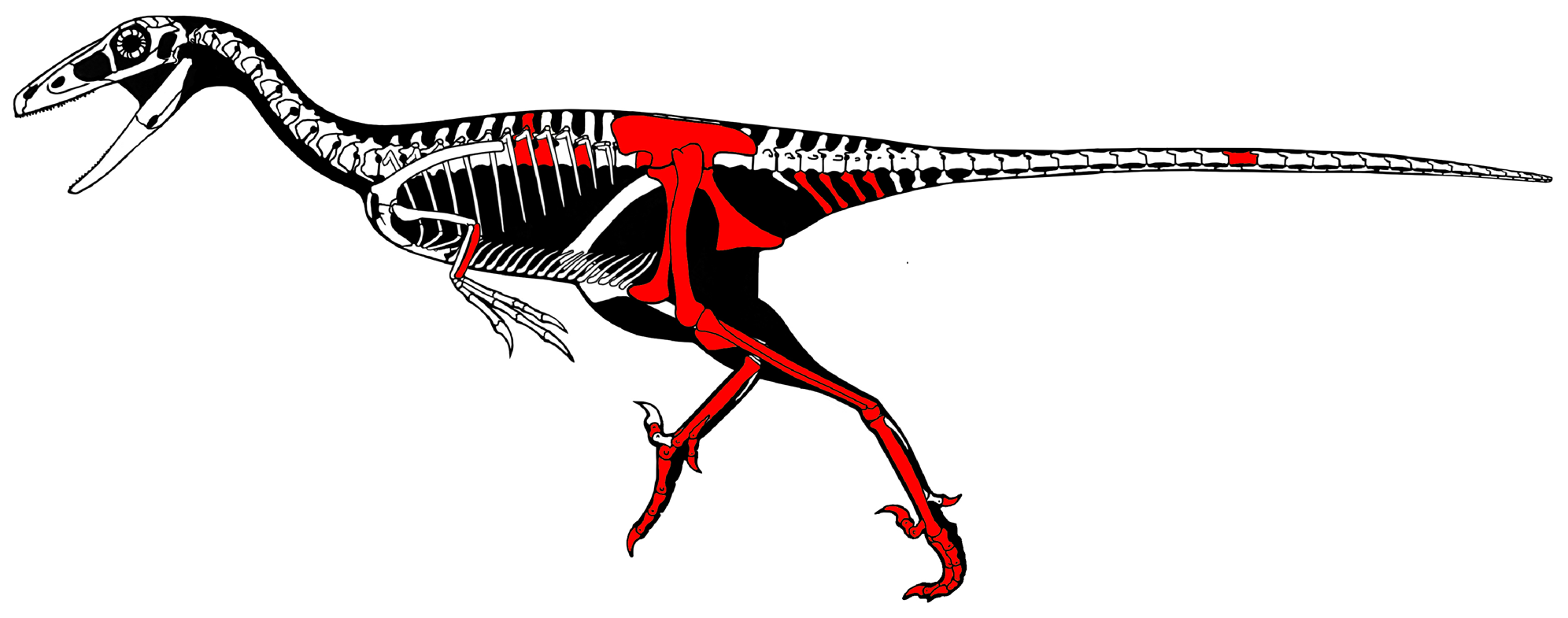
塔羅斯龍的已發現化石部位(紅色)

從2000年開始，猶他大學進行名為「Kaiparowits Basin Project」的挖掘計畫，在美國猶他州南部的大階梯-埃斯卡蘭特國家保護區進行挖掘活動。在2008年，M. J. Knell在一個灰黑色粉砂岩與細粒砂岩的露頭，發現一個小型獸腳類恐龍的化石，以及分類不明的小型恐龍蛋殼碎片。正模標本（編號UMNH VP 19479）是一個部分顱後身體骨骼，是個亞成年個體。化石包含：背椎、薦椎、尾椎、左尺骨、前肢的骨頭碎片、部分骨盆、以及大部分後肢。。
在2011年，芝加哥菲爾德博物館的古生物學家林賽·札諾（Lindsay E. Zanno）等人將這個化石進行敘述、命名，模式種是桑普森氏塔羅斯龍（T. sampsoni）。屬名有雙關意義，第一是來自於希臘神話的有翼青銅巨人塔羅斯（Talos），腳踝是他的最脆弱處；第二是轉變自英文裡的爪（Talon）。種名則是以古生物學家史考特·山普森（Scott D. Sampson）為名，他是猶他州自然史博物館的館長，該挖掘計畫的發起人，也參與《恐龍星球》（Dinosaur Planet）等恐龍科普電視節目的製作過程。

## 體徵

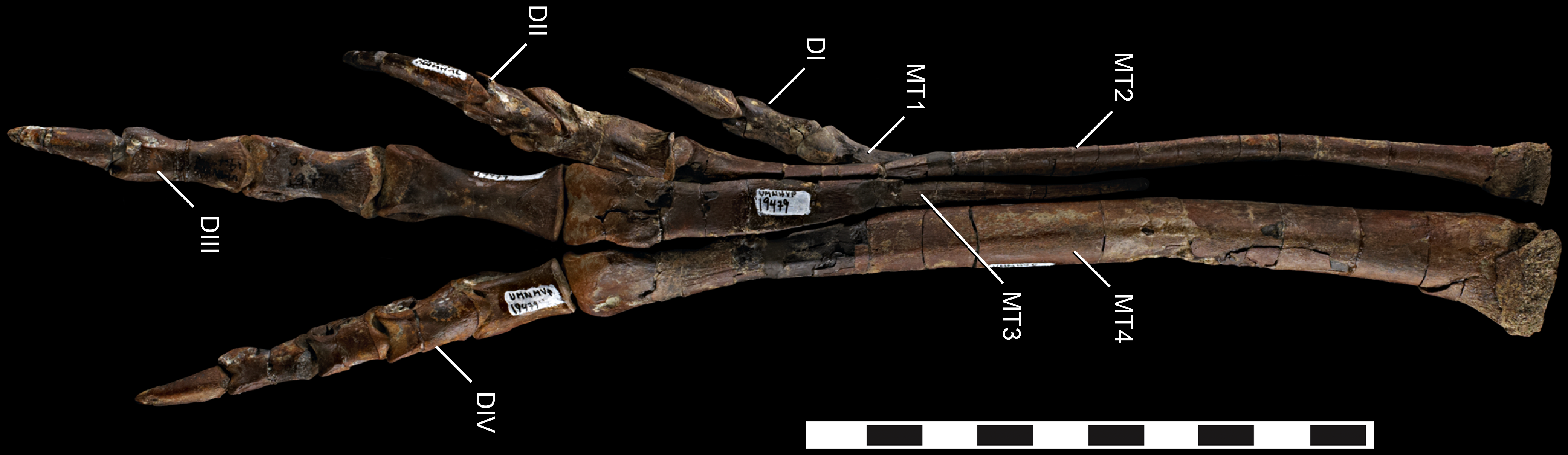
塔羅斯龍的腳部化石

研究人列出塔羅斯龍的許多自衍徵或獨特特徵。自衍徵包含：距骨的髁間骨板發展不良好、距骨與上升突的近側溝寬，並呈V字形。其他特徵則包含：坐骨髖臼邊緣的背側有明顯凹處、距骨的側髁與上升突之間有個缺口、距骨骨髁的近端缺少溝痕、從上側方向，數個距骨骨髁的位置相當、第二蹠骨扁平，其主要部分的長度/寬度比例為38.8、第三蹠骨末端彎曲、第三蹠骨的近端至末端骨髁之間的背側邊，有圓形凸起部、第四蹠骨的側韌帶附著處，末端有小型結節、末端骨髁的伸肌側有圓形凹處。
根據估計，塔羅斯龍的完整身長約2公尺，體重估紀值約38公斤。塔羅斯龍具有鐮刀狀第二趾爪，在生前可能用來攻擊獵物。
根據微計算機斷層掃描技術，顯示塔羅斯龍的腳掌趾骨具有外傷之後癒合的痕跡。研究人員認為，這證據有助於恐爪龍類會用大型第二趾爪攻擊獵物、或是物種內打鬥的理論。

## 分類
研究人員命名塔羅斯龍時，將牠們歸類於傷齒龍科。根據親緣分支分類法分析，塔羅斯龍是進階型傷齒龍科，與拜倫龍、蜥鳥龍、扎納巴扎爾龍、傷齒龍等進階型物種形成一個小型演化支。

## 生物地理學
塔羅斯龍的化石挖掘地點還發現小型頭足類與雙殼綱化石，是生存於淡水環境的物種，顯示該地區過去可能是個決口扇沉積層。化石挖掘地點屬於Kaiparowits組地層，根據化石下方75公尺處的火山灰風化的膠狀黏土，顯示地質年代約7595萬年前，相當於白堊紀晚期的坎潘階晚期。
近年在Kaiparowits組地層的挖掘活動增多，並挖出至少10種未命名的新恐龍，其中部分化石已被進行敘述、命名，例如角龍科的猶他角龍與華麗角龍、鴨嘴龍亞科的紀念區格里芬龍（G. monumentensis）、暴龍科的怪獵龍、偷蛋龍下目的哈格里芬龍。
根據近年理論，在坎潘階晚期的西部內陸海道西側，恐龍的地理分佈有高度地域性。塔羅斯龍是種獨特的傷齒龍科恐龍，僅分佈於Kaiparowits組地層，符合上述高度地域性分佈的理論，並證實白堊紀晚期的北美洲傷齒龍科已具有多樣性。